# ISO 3166-2:GB
ISO 3166-2:GB is een ISO-standaard met betrekking tot de zogenaamde geocodes. Het is een subset van de ISO 3166-2-tabel, die specifiek betrekking heeft op het Verenigd Koninkrijk.
De gegevens werden tot op 22 november 2019 geüpdatet op het ISO Online Browsing Platform (OBP). Hier worden gedefinieerd: 
- ISO 3166 Codes for the representation of names of countries and their subdivisions verdeelt United Kingdom of Great Britain and Northern Ireland (the ) (GB) in:
- 1. GB-ENG England
- 2. GB-SCT Scotland
- 3. GB-WLS Wales
- 4. GB-NIR Northern Ireland

- 1. GB-ENG wordt verdeeld in 152 gebieden (1 city corporation, 32 London borough, 36 metropolitan district, 27 two-tier county, 56 unitary authority)
- 2. GB-SCT wordt verdeeld in 32 council area
- 3. GB-WLS wordt verdeeld in 22 unitary authority
- 4. GB-NIR wordt verdeeld in 11 district.
- Totaal: 217 gebieden

Volgens de eerste set, ISO 3166-1, staat GB voor Groot-Brittannië (officiële naam Verenigd Koninkrijk van Groot-Brittannië en Noord-Ierland), het tweede gedeelte is een drieletterige code.

## Codes
| Code   | Engels                               | Nederl. OF Welsh         | Categorie             | Deel van |
| ------ | ------------------------------------ | ------------------------ | --------------------- | -------- |
| GB-ENG | England                              | Engeland                 | country               |          |
| GB-BDG | Barking and Dagenham                 |                          | London borough        | GB-ENG   |
| GB-BNE | Barnet                               |                          | London borough        | GB-ENG   |
| GB-BNS | Barnsley                             |                          | metropolitan district | GB-ENG   |
| GB-BAS | Bath and North East Somerset         |                          | unitary authority     | GB-ENG   |
| GB-BDF | Bedford                              |                          | unitary authority     | GB-ENG   |
| GB-BEX | Bexley                               |                          | London borough        | GB-ENG   |
| GB-BIR | Birmingham                           |                          | metropolitan district | GB-ENG   |
| GB-BBD | Blackburn with Darwen                |                          | unitary authority     | GB-ENG   |
| GB-BPL | Blackpool                            |                          | unitary authority     | GB-ENG   |
| GB-BOL | Bolton                               |                          | metropolitan district | GB-ENG   |
| GB-BMH | Bournemouth                          |                          | unitary authority     | GB-ENG   |
| GB-BRC | Bracknell Forest                     |                          | unitary authority     | GB-ENG   |
| GB-BRD | Bradford                             |                          | metropolitan district | GB-ENG   |
| GB-BEN | Brent                                |                          | London borough        | GB-ENG   |
| GB-BNH | Brighton and Hove                    |                          | unitary authority     | GB-ENG   |
| GB-BST | Bristol, City of                     | Bristol, Stad            | unitary authority     | GB-ENG   |
| GB-BRY | Bromley                              |                          | London borough        | GB-ENG   |
| GB-BKM | Buckinghamshire                      |                          | two-tier county       | GB-ENG   |
| GB-BUR | Bury                                 |                          | metropolitan district | GB-ENG   |
| GB-CLD | Calderdale                           |                          | metropolitan district | GB-ENG   |
| GB-CAM | Cambridgeshire                       |                          | two-tier county       | GB-ENG   |
| GB-CMD | Camden                               |                          | London borough        | GB-ENG   |
| GB-CBF | Central Bedfordshire                 |                          | unitary authority     | GB-ENG   |
| GB-CHE | Cheshire East                        |                          | unitary authority     | GB-ENG   |
| GB-CHW | Cheshire West and Chester            |                          | unitary authority     | GB-ENG   |
| GB-CON | Cornwall                             |                          | unitary authority     | GB-ENG   |
| GB-COV | Coventry                             |                          | metropolitan district | GB-ENG   |
| GB-CRY | Croydon                              |                          | London borough        | GB-ENG   |
| GB-CMA | Cumbria                              |                          | two-tier county       | GB-ENG   |
| GB-DAL | Darlington                           |                          | unitary authority     | GB-ENG   |
| GB-DER | Derby                                |                          | unitary authority     | GB-ENG   |
| GB-DBY | Derbyshire                           |                          | two-tier county       | GB-ENG   |
| GB-DEV | Devon                                |                          | two-tier county       | GB-ENG   |
| GB-DNC | Doncaster                            |                          | metropolitan district | GB-ENG   |
| GB-DOR | Dorset                               |                          | two-tier county       | GB-ENG   |
| GB-DUD | Dudley                               |                          | metropolitan district | GB-ENG   |
| GB-DUR | Durham County                        |                          | unitary authority     | GB-ENG   |
| GB-EAL | Ealing                               |                          | London borough        | GB-ENG   |
| GB-ERY | East Riding of Yorkshire             |                          | unitary authority     | GB-ENG   |
| GB-ESX | East Sussex                          |                          | two-tier county       | GB-ENG   |
| GB-ENF | Enfield                              |                          | London borough        | GB-ENG   |
| GB-ESS | Essex                                |                          | two-tier county       | GB-ENG   |
| GB-GAT | Gateshead                            |                          | metropolitan district | GB-ENG   |
| GB-GLS | Gloucestershire                      |                          | two-tier county       | GB-ENG   |
| GB-GRE | Greenwich                            |                          | London borough        | GB-ENG   |
| GB-HCK | Hackney                              |                          | London borough        | GB-ENG   |
| GB-HAL | Halton                               |                          | unitary authority     | GB-ENG   |
| GB-HMF | Hammersmith and Fulham               |                          | London borough        | GB-ENG   |
| GB-HAM | Hampshire                            |                          | two-tier county       | GB-ENG   |
| GB-HRY | Haringey                             |                          | London borough        | GB-ENG   |
| GB-HRW | Harrow                               |                          | London borough        | GB-ENG   |
| GB-HPL | Hartlepool                           |                          | unitary authority     | GB-ENG   |
| GB-HAV | Havering                             |                          | London borough        | GB-ENG   |
| GB-HEF | Herefordshire                        |                          | unitary authority     | GB-ENG   |
| GB-HRT | Hertfordshire                        |                          | two-tier county       | GB-ENG   |
| GB-HIL | Hillingdon                           |                          | London borough        | GB-ENG   |
| GB-HNS | Hounslow                             |                          | London borough        | GB-ENG   |
| GB-IOW | Isle of Wight                        |                          | unitary authority     | GB-ENG   |
| GB-IOS | Isles of Scilly                      |                          | unitary authority     | GB-ENG   |
| GB-ISL | Islington                            |                          | London borough        | GB-ENG   |
| GB-KEC | Kensington and Chelsea               |                          | London borough        | GB-ENG   |
| GB-KEN | Kent                                 |                          | two-tier county       | GB-ENG   |
| GB-KHL | Kingston upon Hull                   |                          | unitary authority     | GB-ENG   |
| GB-KTT | Kingston upon Thames                 |                          | London borough        | GB-ENG   |
| GB-KIR | Kirklees                             |                          | metropolitan district | GB-ENG   |
| GB-KWL | Knowsley                             |                          | metropolitan district | GB-ENG   |
| GB-LBH | Lambeth                              |                          | London borough        | GB-ENG   |
| GB-LAN | Lancashire                           |                          | two-tier county       | GB-ENG   |
| GB-LDS | Leeds                                |                          | metropolitan district | GB-ENG   |
| GB-LCE | Leicester                            |                          | unitary authority     | GB-ENG   |
| GB-LEC | Leicestershire                       |                          | two-tier county       | GB-ENG   |
| GB-LEW | Lewisham                             |                          | London borough        | GB-ENG   |
| GB-LIN | Lincolnshire                         |                          | two-tier county       | GB-ENG   |
| GB-LIV | Liverpool                            |                          | metropolitan district | GB-ENG   |
| GB-LND | London, City of                      | Londen, Stad             | city corporation      | GB-ENG   |
| GB-LUT | Luton                                |                          | unitary authority     | GB-ENG   |
| GB-MAN | Manchester                           |                          | metropolitan district | GB-ENG   |
| GB-MDW | Medway                               |                          | unitary authority     | GB-ENG   |
| GB-MRT | Merton                               |                          | London borough        | GB-ENG   |
| GB-MDB | Middlesbrough                        |                          | unitary authority     | GB-ENG   |
| GB-MIK | Milton Keynes                        |                          | unitary authority     | GB-ENG   |
| GB-NET | Newcastle upon Tyne                  |                          | metropolitan district | GB-ENG   |
| GB-NWM | Newham                               |                          | London borough        | GB-ENG   |
| GB-NFK | Norfolk                              |                          | two-tier county       | GB-ENG   |
| GB-NEL | North East Lincolnshire              |                          | unitary authority     | GB-ENG   |
| GB-NLN | North Lincolnshire                   |                          | unitary authority     | GB-ENG   |
| GB-NSM | North Somerset                       |                          | unitary authority     | GB-ENG   |
| GB-NTY | North Tyneside                       |                          | metropolitan district | GB-ENG   |
| GB-NYK | North Yorkshire                      |                          | two-tier county       | GB-ENG   |
| GB-NTH | Northamptonshire                     |                          | two-tier county       | GB-ENG   |
| GB-NBL | Northumberland                       |                          | unitary authority     | GB-ENG   |
| GB-NGM | Nottingham                           |                          | unitary authority     | GB-ENG   |
| GB-NTT | Nottinghamshire                      |                          | two-tier county       | GB-ENG   |
| GB-OLD | Oldham                               |                          | metropolitan district | GB-ENG   |
| GB-OXF | Oxfordshire                          |                          | two-tier county       | GB-ENG   |
| GB-PTE | Peterborough                         |                          | unitary authority     | GB-ENG   |
| GB-PLY | Plymouth                             |                          | unitary authority     | GB-ENG   |
| GB-POL | Poole                                |                          | unitary authority     | GB-ENG   |
| GB-POR | Portsmouth                           |                          | unitary authority     | GB-ENG   |
| GB-RDG | Reading                              |                          | unitary authority     | GB-ENG   |
| GB-RDB | Redbridge                            |                          | London borough        | GB-ENG   |
| GB-RCC | Redcar and Cleveland                 |                          | unitary authority     | GB-ENG   |
| GB-RIC | Richmond upon Thames                 |                          | London borough        | GB-ENG   |
| GB-RCH | Rochdale                             |                          | metropolitan district | GB-ENG   |
| GB-ROT | Rotherham                            |                          | metropolitan district | GB-ENG   |
| GB-RUT | Rutland                              |                          | unitary authority     | GB-ENG   |
| GB-SLF | Salford                              |                          | metropolitan district | GB-ENG   |
| GB-SAW | Sandwell                             |                          | metropolitan district | GB-ENG   |
| GB-SFT | Sefton                               |                          | metropolitan district | GB-ENG   |
| GB-SHF | Sheffield                            |                          | metropolitan district | GB-ENG   |
| GB-SHR | Shropshire                           |                          | unitary authority     | GB-ENG   |
| GB-SLG | Slough                               |                          | unitary authority     | GB-ENG   |
| GB-SOL | Solihull                             |                          | metropolitan district | GB-ENG   |
| GB-SOM | Somerset                             |                          | two-tier county       | GB-ENG   |
| GB-SGC | South Gloucestershire                |                          | unitary authority     | GB-ENG   |
| GB-STY | South Tyneside                       |                          | metropolitan district | GB-ENG   |
| GB-STH | Southampton                          |                          | unitary authority     | GB-ENG   |
| GB-SOS | Southend-on-Sea                      |                          | unitary authority     | GB-ENG   |
| GB-SWK | Southwark                            |                          | London borough        | GB-ENG   |
| GB-SHN | St. Helens                           |                          | metropolitan district | GB-ENG   |
| GB-STS | Staffordshire                        |                          | two-tier county       | GB-ENG   |
| GB-SKP | Stockport                            |                          | metropolitan district | GB-ENG   |
| GB-STT | Stockton-on-Tees                     |                          | unitary authority     | GB-ENG   |
| GB-STE | Stoke-on-Trent                       |                          | unitary authority     | GB-ENG   |
| GB-SFK | Suffolk                              |                          | two-tier county       | GB-ENG   |
| GB-SND | Sunderland                           |                          | metropolitan district | GB-ENG   |
| GB-SRY | Surrey                               |                          | two-tier county       | GB-ENG   |
| GB-STN | Sutton                               |                          | London borough        | GB-ENG   |
| GB-SWD | Swindon                              |                          | unitary authority     | GB-ENG   |
| GB-TAM | Tameside                             |                          | metropolitan district | GB-ENG   |
| GB-TFW | Telford and Wrekin                   |                          | unitary authority     | GB-ENG   |
| GB-THR | Thurrock                             |                          | unitary authority     | GB-ENG   |
| GB-TOB | Torbay                               |                          | unitary authority     | GB-ENG   |
| GB-TWH | Tower Hamlets                        |                          | London borough        | GB-ENG   |
| GB-TRF | Trafford                             |                          | metropolitan district | GB-ENG   |
| GB-WKF | Wakefield                            |                          | metropolitan district | GB-ENG   |
| GB-WLL | Walsall                              |                          | metropolitan district | GB-ENG   |
| GB-WFT | Waltham Forest                       |                          | London borough        | GB-ENG   |
| GB-WND | Wandsworth                           |                          | London borough        | GB-ENG   |
| GB-WRT | Warrington                           |                          | unitary authority     | GB-ENG   |
| GB-WAR | Warwickshire                         |                          | two-tier county       | GB-ENG   |
| GB-WBK | West Berkshire                       |                          | unitary authority     | GB-ENG   |
| GB-WSX | West Sussex                          |                          | two-tier county       | GB-ENG   |
| GB-WSM | Westminster                          |                          | London borough        | GB-ENG   |
| GB-WGN | Wigan                                |                          | metropolitan district | GB-ENG   |
| GB-WIL | Wiltshire                            |                          | unitary authority     | GB-ENG   |
| GB-WNM | Windsor and Maidenhead               |                          | unitary authority     | GB-ENG   |
| GB-WRL | Wirral                               |                          | metropolitan district | GB-ENG   |
| GB-WOK | Wokingham                            |                          | unitary authority     | GB-ENG   |
| GB-WLV | Wolverhampton                        |                          | metropolitan district | GB-ENG   |
| GB-WOR | Worcestershire                       |                          | two-tier county       | GB-ENG   |
| GB-YOR | York                                 |                          | unitary authority     | GB-ENG   |
| GB-NIR | Northern Ireland                     | Noord-Ierland            | province              |          |
| GB-ANN | Antrim and Newtownabbey              |                          | district              | GB-NIR   |
| GB-AND | Ards and North Down                  |                          | district              | GB-NIR   |
| GB-ABC | Armagh City, Banbridge and Craigavon |                          | district              | GB-NIR   |
| GB-BFS | Belfast                              |                          | district              | GB-NIR   |
| GB-CCG | Causeway Coast and Glens             |                          | district              | GB-NIR   |
| GB-DRS | Derry City and Strabane              |                          | district              | GB-NIR   |
| GB-FMO | Fermanagh and Omagh                  |                          | district              | GB-NIR   |
| GB-LBC | Lisburn and Castlereagh              |                          | district              | GB-NIR   |
| GB-MEA | Mid and East Antrim                  |                          | district              | GB-NIR   |
| GB-MUL | Mid Ulster                           |                          | district              | GB-NIR   |
| GB-NMD | Newry, Mourne and Down               |                          | district              | GB-NIR   |
| GB-SCT | Scotland                             | Schotland                | country               |          |
| GB-ABE | Aberdeen City                        | Aberdeen-Stad            | council area          | GB-SCT   |
| GB-ABD | Aberdeenshire                        |                          | council area          | GB-SCT   |
| GB-ANS | Angus                                |                          | council area          | GB-SCT   |
| GB-AGB | Argyll and Bute                      |                          | council area          | GB-SCT   |
| GB-CLK | Clackmannanshire                     |                          | council area          | GB-SCT   |
| GB-DGY | Dumfries and Galloway                |                          | council area          | GB-SCT   |
| GB-DND | Dundee City                          | Dundee-Stad              | council area          | GB-SCT   |
| GB-EAY | East Ayrshire                        |                          | council area          | GB-SCT   |
| GB-EDU | East Dunbartonshire                  |                          | council area          | GB-SCT   |
| GB-ELN | East Lothian                         |                          | council area          | GB-SCT   |
| GB-ERW | East Renfrewshire                    |                          | council area          | GB-SCT   |
| GB-EDH | Edinburgh, City of                   | Edinburgh, Stad          | council area          | GB-SCT   |
| GB-ELS | Eilean Siar                          |                          | council area          | GB-SCT   |
| GB-FAL | Falkirk                              |                          | council area          | GB-SCT   |
| GB-FIF | Fife                                 |                          | council area          | GB-SCT   |
| GB-GLG | Glasgow City                         | Glasgow-Stad             | council area          | GB-SCT   |
| GB-HLD | Highland                             |                          | council area          | GB-SCT   |
| GB-IVC | Inverclyde                           |                          | council area          | GB-SCT   |
| GB-MLN | Midlothian                           |                          | council area          | GB-SCT   |
| GB-MRY | Moray                                |                          | council area          | GB-SCT   |
| GB-NAY | North Ayrshire                       |                          | council area          | GB-SCT   |
| GB-NLK | North Lanarkshire                    |                          | council area          | GB-SCT   |
| GB-ORK | Orkney Islands                       | Orkneyeilanden           | council area          | GB-SCT   |
| GB-PKN | Perth and Kinross                    |                          | council area          | GB-SCT   |
| GB-RFW | Renfrewshire                         |                          | council area          | GB-SCT   |
| GB-SCB | Scottish Borders, The                |                          | council area          | GB-SCT   |
| GB-ZET | Shetland Islands                     | Shetlandeilanden         | council area          | GB-SCT   |
| GB-SAY | South Ayrshire                       |                          | council area          | GB-SCT   |
| GB-SLK | South Lanarkshire                    |                          | council area          | GB-SCT   |
| GB-STG | Stirling                             |                          | council area          | GB-SCT   |
| GB-WDU | West Dunbartonshire                  |                          | council area          | GB-SCT   |
| GB-WLN | West Lothian                         |                          | council area          | GB-SCT   |
| GB-WLS | Wales                                | Cymru                    | country               |          |
| GB-BGW | Blaenau Gwent                        |                          | unitary authority     | GB-WLS   |
| GB-BGE | Bridgend                             | Pen-y-bont ar Ogwr       | unitary authority     | GB-WLS   |
| GB-CAY | Caerphilly                           | Caerffili                | unitary authority     | GB-WLS   |
| GB-CRF | Cardiff                              | Caerdydd                 | unitary authority     | GB-WLS   |
| GB-CMN | Carmarthenshire                      | Sir Gaerfyrddin          | unitary authority     | GB-WLS   |
| GB-CGN | Ceredigion                           | Sir Ceredigion           | unitary authority     | GB-WLS   |
| GB-CWY | Conwy                                |                          | unitary authority     | GB-WLS   |
| GB-DEN | Denbighshire                         | Sir Ddinbych             | unitary authority     | GB-WLS   |
| GB-FLN | Flintshire                           | Fflint                   | unitary authority     | GB-WLS   |
| GB-GWN | Gwynedd                              |                          | unitary authority     | GB-WLS   |
| GB-AGY | Isle of Anglesey                     | Sir Ynys Môn             | unitary authority     | GB-WLS   |
| GB-MTY | Merthyr Tydfil                       | Merthyr Tudful           | unitary authority     | GB-WLS   |
| GB-MON | Monmouthshire                        | Sir Fynwy                | unitary authority     | GB-WLS   |
| GB-NTL | Neath Port Talbot                    | Castell-nedd Port Talbot | unitary authority     | GB-WLS   |
| GB-NWP | Newport                              | Casnewydd                | unitary authority     | GB-WLS   |
| GB-PEM | Pembrokeshire                        | Sir Benfro               | unitary authority     | GB-WLS   |
| GB-POW | Powys                                |                          | unitary authority     | GB-WLS   |
| GB-RCT | Rhondda, Cynon, Taff                 | Rhondda, Cynon,Taf       | unitary authority     | GB-WLS   |
| GB-SWA | Swansea                              | Abertawe                 | unitary authority     | GB-WLS   |
| GB-TOF | Torfaen                              | Tor-faen                 | unitary authority     | GB-WLS   |
| GB-VGL | Vale of Glamorgan, The               | Bro Morgannwg            | unitary authority     | GB-WLS   |
| GB-WRX | Wrexham                              | Wrecsam                  | unitary authority     | GB-WLS   |
| GB-EAW | England and Wales                    | Engeland en Wales        | nation                |          |
| GB-GBN | Great Britain                        | Groot-Brittannië         | nation                |          |
| GB-UKM | United Kingdom                       | Verenigd Koninkrijk      | nation                |          |